# Евстахий I
Евста́хий I (Эсташ I; фр. Eustache Ier; умер в 1047) — граф Булони с 1033 года, старший сын графа Бодуэна II и Аделаиды Фризской.

## Биография
Евстахий I, так же как и его отец Бодуэн II и дед Арнульф III, старался проводить независимую от фландрских графов политику.
Евстахий I был женат на Маго (Мо) де Лувен, дочери лувенского графа Ламберта I и Герберги Лотарингской.
Дети:
- Евстахий II (умер в 1087) — граф Булони с 1047 года
- Жоффруа (умер в 1095) — епископ Парижа
- Ламберт II (умер в 1054) — граф Ланса с 1047 года
- Герберга (умерла в 1049) — жена герцога Нижней Лотарингии Фридриха II Люксембургского (1003—1065).